# Condició de frontera de Neumann
En matemàtiques, la condició de frontera o condició de contorn de Neumann (o de segon tipus) és un tipus de condició de frontera o contorn, anomenat així en al·lusió a Carl Neumann,
quan en una equació diferencial ordinària o en derivades parcials, se li s'especifiquen els valors de la derivada d'una solució presa sobre la frontera o contorn del domini.
En el cas d'una equació diferencial ordinària, per exemple, pot ser:
{\displaystyle {\frac {d^{2}y}{dx^{2}}}+3y=1}
sobre l'interval [0,1] les condicions de frontera de Neumann prenen la forma:
{\displaystyle {\begin{cases}{\frac {dy}{dx}}(0)=\alpha _{1}\\{\frac {dy}{dx}}(1)=\alpha _{2}\end{cases}}}
on {\displaystyle \alpha _{1}} i {\displaystyle \alpha _{2}} són nombres donats.
Per a una equació diferencial en derivades parcials sobre un domini {\displaystyle \Omega \subset \mathbb {R} ^{n}} tal com:
{\displaystyle \nabla ^{2}y=0}
on {\displaystyle \nabla ^{2}} és el laplacià, la condició de frontera de Neumann pren la forma:
{\displaystyle {\frac {\partial y}{\partial n}}(x)=f(x)\quad \forall x\in \partial \Omega .}
Aquí,  n  és la normal a la frontera {\displaystyle \partial \Omega } i {\displaystyle f} és una funció escalar.
La derivada normal utilitzant la regla de la mà esquerra es defineix com:
{\displaystyle {\frac {\partial y}{\partial n}}(x)=\nabla y(x)\cdot \mathbf {n} (x)}
on {\displaystyle \nabla } és el gradient (vector) i el punt és el producte intern amb el vector normal unitari  n .